# 雪野花江
雪野花江（ゆきのはなえ）は、主におむつ関係の写真、映像を製作・販売しているカメラマン、AV監督。
主に、三和出版にて10代から20代の女性（出演者として名前はクレジットされるが、専門のAV女優であるかは不明）がおむつをして大小便を漏らす姿をとり続けている。
2000年以降『おもらし倶楽部』の常連であり、同年3月24日に刊行された18号以降、ほぼ毎回雪野の写真が掲載されている。

## 作品
- 雪野花江の世界少女 (榊ますみ他)
- おしめ日記 その一―初夏の思い出―(AV初監督作品2007年、野崎あや主演)
- おしめ日記 その二 (2007年高橋ゆり主演)
- おしめ赤ちゃん奴隷 (椎名みか主演)
- おむつ卓球少女 (高見ゆめか主演)
2000年5月30日に発売された『失禁!! コスプレ美少女』にも収録された。